# Правотице
Правотице (слч. Pravotice) насељено је мјесто са административним статусом сеоске општине (слч. obec) у округу Бановце на Бебрави, у Тренчинском крају, Словачка Република.

## Становништво
| Година:    | 1994. | 2004.    | 2014.   | 2024.    |
| ---------- | ----- | -------- | ------- | -------- |
| Број људи: | 344   | 285      | 307     | 369      |
| Разлика:   |       | -17,15 % | +7,71 % | +20,19 % |

| Година:    | 2023. | 2024.   |
| ---------- | ----- | ------- |
| Број људи: | 366   | 369     |
| Разлика:   |       | +0,81 % |

Према подацима о броју становника из 2011. године насеље је имало 307 становника.